# Internet Channel
O Internet Channel  é uma versão do navegador de internet Opera 9.30, para uso no console Wii. Seu desenvolvimento foi uma parceria entre as empresas Opera Software e a Nintendo. A Opera Software também foi a responsável na implementação de um navegador no sistema do videogame portátil Nintendo DS.
Através da tecnologia wireless disponível no Wii, a navegação pode ser feita para carregar sites do tipo HTTP ou HTTPS. Não é possível utilizar uma rede proxy, como a existente nos produtos do Opera Mini. O Internet Channel também é capaz de renderizar as páginas, pois compartilha da mesma tecnologia de sua versão do navegador para o PC.

## História
Em 10 de maio de 2006, a empresa Opera Software anunciou planos em desenvolver um navegador para a plataforma Wii.

### Versão de testes
Uma versão de testes do Internet Channel foi disponibilizada em 22 de dezembro de 2006. Em sua versão beta de desenvolvimento, o navegador Opera foi testados com diversos componentes, que mais tarde foram incorporados em sua versão final. Exemplos estes estão na possibilidade de utilizar o zoom nas páginas da internet através dos botões "+" e "-", a rolagem de páginas quando segurado o botão "B" e as funções AJAX e Flash.
Na versão de testes, o navegador permitia os usuários adicionarem, apagarem e editarem suas páginas no Favoritos. O navegador também apresentava uma pequena imagem de cada página gravada. Porém, o número de páginas adicionadas ao Favoritos estava limitado para 21 URLs.
As funcionalidades da versão de testes foi limitada em alguns pontos. Como os endereços das páginas poderiam ser apenas digitadas na página inicial e também não havia histórico de navegação, apenas o básico como avançar ou retroceder páginas já navegadas era permitido. O navegador também tinha dificuldade em reconhecer e acessar os links que tentavam abrir uma nova janela através do Javascript. Também não era possível os usuários configurarem a página inicial, preferencias de cookies, controle parental e esconder a barra de navegação para ganhar mais espaço em tela.

### Versão final

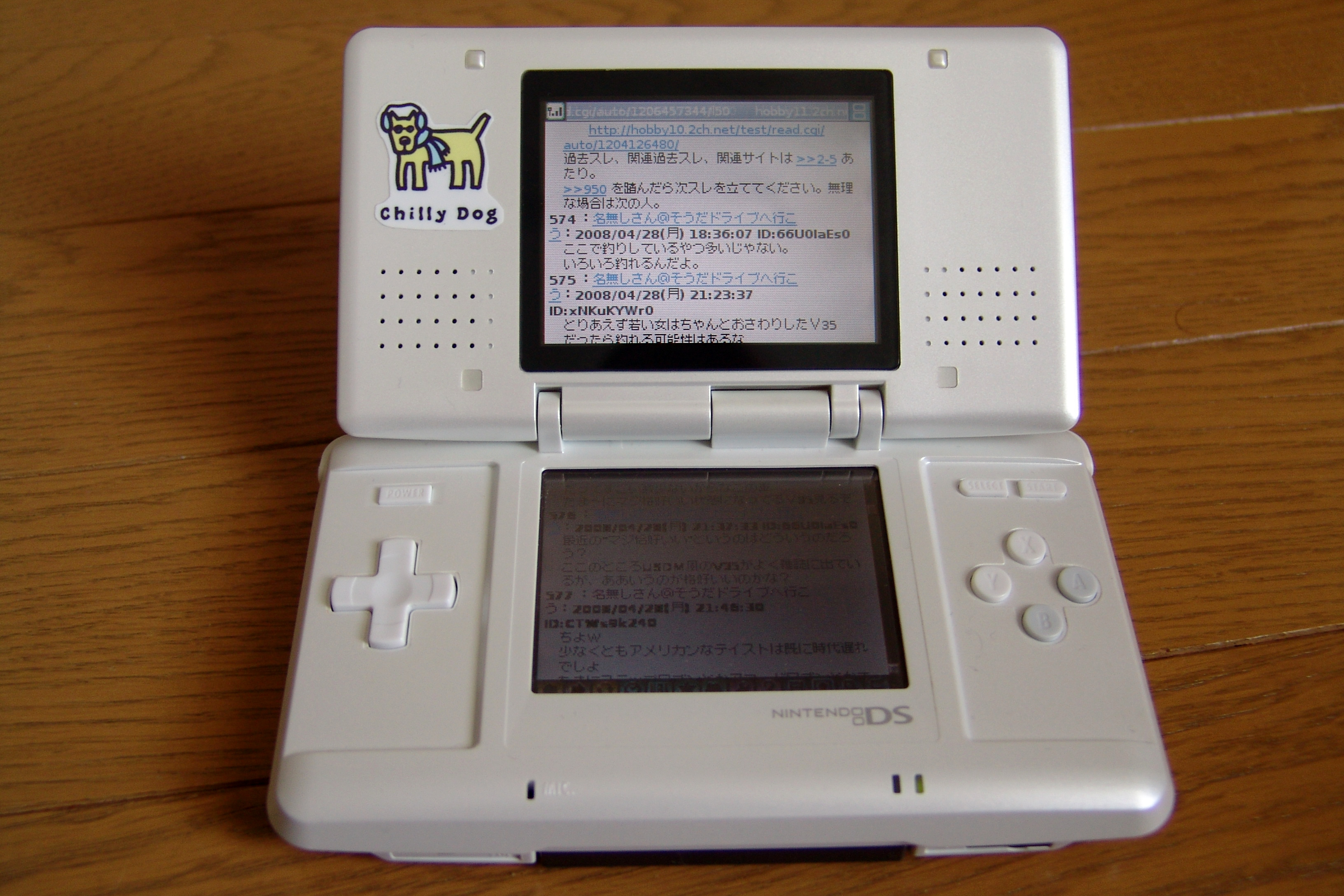
Console Nintendo DS executando navegador desenvolvido pela Opera Software.

A versão final do Internet Channel foi lançada em 11 de abril de 2007,  sendo disponibilizada como uma atualização.
Em junho de 2007 o download do navegador passou a custar 500 Wii points, porém suas atualizações seriam gratuitas.

### Versão final gratuita novamente
Em 1 de setembro de 2009, a Nintendo anunciou que o Internet Channel não seria mais cobrado. Além disso, o navegador agora passa a ter uma versão atualizada da tecnologia Adobe Flash Lite 3 (Equivalente ao Adobe Flash Player 8). E para aqueles que já pagaram pelo navegador, a partir do final de outubro, um jogo para NES a escolha do usuário será disponibilizado. Detalhes deste processo serão enviados pelo painel de recados do Wii e no site oficial da Nintendo nos Estados Unidos.

## Suporte a teclados USB

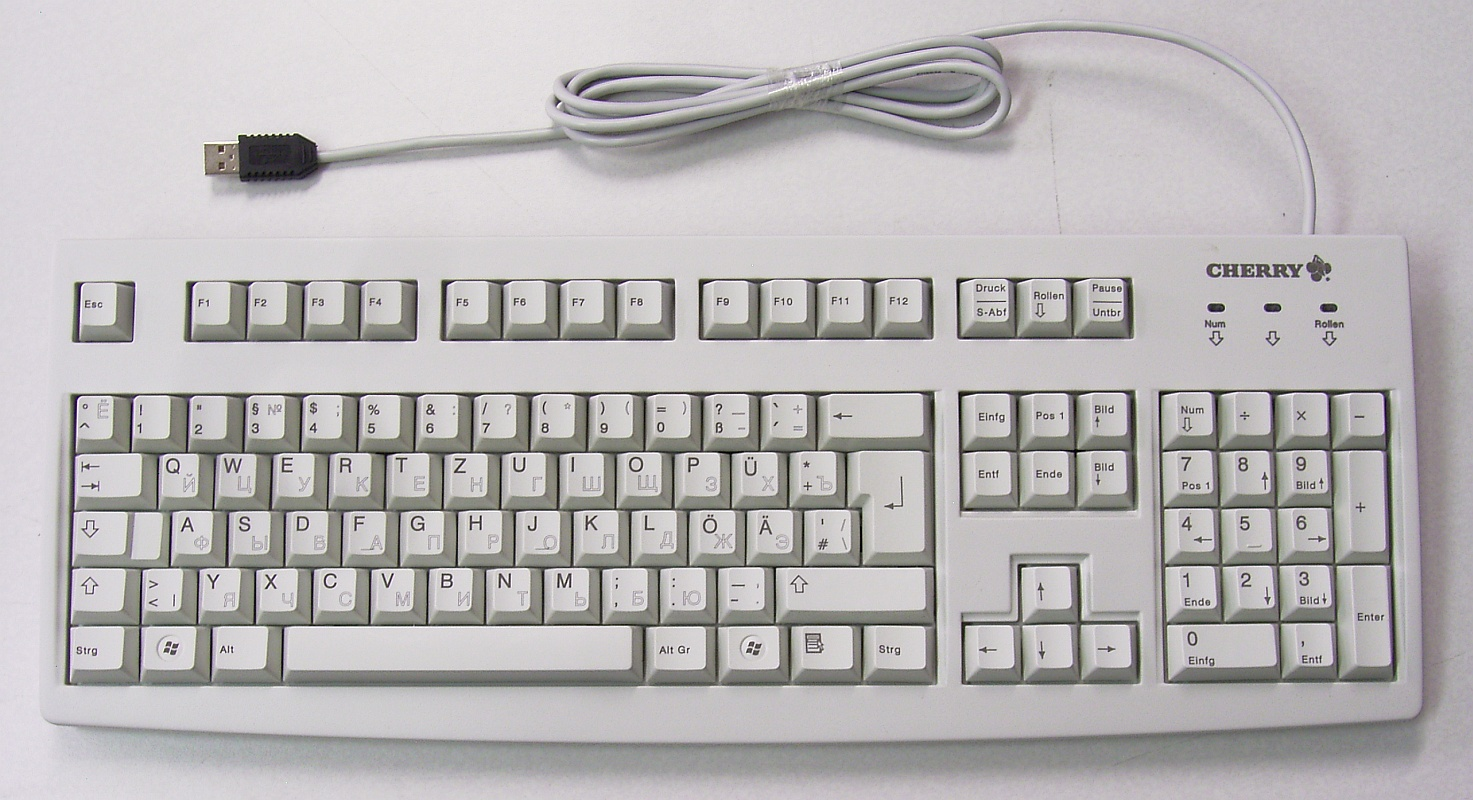
Teclado usb.

O suporte ao teclado USB foi adicionado para o Internet Channel como atualização em 10 de outubro de 2007.  Em adição a atualização, o tempo para se carregar o navegador foi diminuido e o número no Favoritos foi aumentado para 56 URLs. Também foi adicionado a opção de enviar algum dos seus Favoritos para outras pessoas, que estejam em seu contato (Wii Address Book), possibilidade de selecionar palavras e copia-las para a função de Busca, e a de escrever mensagens mais longas.